# 2011年度YAHOO!搜尋人氣大獎得獎名單
YAHOO!搜尋人氣大獎2011，於2011年12月20日假香港展覽中心Hall 5G舉行，由森美及胡蓓蔚擔任司儀，當晚共頒發74個項目，當中43項為音樂獎項，9項為電視及電影獎項，5項至尊獎項，更設17項亞洲區獎項，綜合港、台、韓三地全年的搜尋次數，並於2012年1月6日香港時間20:30-21:30、2012年1月7日香港時間23:00-24:00在無綫電視J2台播映。
本屆頒獎禮由奧迪汽車冠名贊助，以下為當晚的得獎名單：

## 得獎名單

### 音樂獎項
- 本地男歌手
  - 古巨基
- 本地女歌手
  - 容祖兒
- 本地音樂組合
  - Twins
  - RubberBand
  - C AllStar
- 海外男歌手
  - 蕭敬騰
- 海外女歌手
  - 張芸京
- 海外音樂組合
  - Lollipop-F
- 樂壇新勢力
  - 許廷鏗
  - 林欣彤
  - Gin Lee
- 唱作男歌手
  - 周國賢
- 唱作女歌手
  - 盧凱彤
- 唱作歌曲
  - 方大同《好不容易》
- 人氣跳舞歌曲
  - 林峯《CHOK》
- 網上熱爆歌曲
  - 古巨基《爆了》
  - 李家仁《小明上廣州》
  - 周柏豪《Smiley Face》
- 網上熱爆電影主題曲
  - 連詩雅《I'm Still Loving You》
- 搜尋人氣電視劇集主題曲
  - 林峯《Light Up My Life》（電視劇《花花世界花家姐》片尾曲）
- 搜尋人氣電影主題曲
  - 胡夏《那些年》（電影《那些年，我們一起追的女孩》主題曲）
- 搜尋十大人氣歌曲2011：
  - 古巨基《勁歌金曲3-Party King》
  - 薛凱琪《除下吊帶前》
  - 容祖兒《花千樹》
  - 周柏豪《Smiley Face》
  - 蔡卓妍《年年》
  - C AllStar《天梯》
  - 蘇永康《那誰》
  - 王菀之《末日》
  - 周國賢《陽光燦爛的日子》
  - 許廷鏗《螞蟻》
- 搜尋人氣合唱歌2011
  - 鍾一憲、麥貝夷《勾手指尾》
  - 洪卓立、鍾舒漫《傻瓜》
  - 陳柏宇、林奕匡《無限》
- 搜尋人氣MV2011
  - Boy'z《Ready To Go》
  - 陳偉霆《Baby Don’t Cry》
  - 薛凱琪《除下吊帶前》
- 搜尋人氣國語歌曲2011
  - Twins《3650》
  - 盧凱彤《雀斑》
  - 泳兒《剩下的幸福》
- 搜尋台灣區人氣合唱華語歌曲2011
  - 方大同、 徐佳瑩《自以為》
- 搜尋人氣大碟2011
  - 容祖兒《Joey & Joey》
- 搜尋人氣演唱會2011
  - 王菀之《水百合演唱會》

### 電視及電影獎項
本地男演員：吳彥祖
本地女演員：周秀娜
本地電影：《竊聽風雲2》
亞洲電影：《那些年 我們一起追的女孩》
- 電視男藝人
  - 陳豪
- 電視女藝人
  - 胡杏兒
- 搜尋人氣急升電視藝人
  - 樂瞳
- 電視劇集
  - 潛行狙擊
- 綜藝節目
  - 華麗明星賽

### 至尊獎項
- 圖片搜尋次數最多人物
  - 周秀娜
- 最熱門圖片搜尋歌手
  - 林峯
- 人氣票后
  - 鍾欣桐
- 人氣票王
  - 羅力威
- 人氣急星
  - 謝天華

### 亞太區獎項
- 亞洲最具號召力香港男藝人
  - 方大同
- 台灣最受歡迎香港藝人
  - 方大同
- 亞洲最具號召力香港女藝人
  - 蔡卓妍
- 亞洲最具號召力台灣藝人
  - 賀軍翔
- 亞洲年度熱搜韓國組合
  - Super Junior
- 台灣年度熱搜韓國組合
  - Super Junior
- 香港年度熱搜韓國組合
  - Super Junior
- 韓國年度熱搜組合
  - Super Junior
- 亞洲最具號召力韓國藝人
  - 金賢重
- 台灣最具號召力韓國藝人
  - 金賢重
- 香港最具號召力韓國藝人
  - 金賢重
- 韓國最具號召力藝人
  - 金賢重
- 台灣熱搜韓國藝人
  - 張根碩
- 韓國最具號召力女藝人
  - 李多海
- 韓國熱搜男藝人
  - 朴有天
- 韓國熱搜女藝人
  - 李知恩
- 韓國熱搜女子組合
  - Girls' Generation

## 參看
- 2011年度YAHOO!搜尋人氣大獎